# Френсіс Руні
Л. Френсіс Руні III (англ. L. Francis Rooney III; нар. 4 грудня 1953, Маскогі, Оклахома) — посол США у Ватикані з 2005 по 2008 рр. Він працював виконавчим директором інвестиційної та холдингової компанії Rooney Holdings (раніше Rooney Brothers Company) у Нейплзі, штат Флорида.
Є випускником Джорджтаунської підготовчої школи Джорджтаунського університету (бакалавр, 1975) і Юридичного центру Джорджтаунського університету (доктор права, 1978). Руні — найстаріший з шістьох дітей Лоуренса Френсіса і Люсі Тернер Руні.
Руні є власником контрольного пакету Manhattan Construction Company. Входив до Ради радників Адміністрації Панамського каналу.
Одружений, має трьох дітей.